# Run Devil Run
Run Devil Run é um álbum de estúdio do cantor britânico Paul McCartney, lançado em 1999. O álbum contém covers de canções de rock and roll do final da década de 1950 e três novas canções de McCartney, escritas no mesmo estilo. É o primeiro projeto após a morte de sua esposa Linda McCartney em 1998. McCartney sentiu a necessidade de voltar às suas raízes e executar algumas das músicas que ele amava como adolescente. Em 14 de dezembro de 1999, McCartney voltou ao Cavern Club para tocar em um conjunto de divulgação do novo álbum. Participam do álbum e do show no Cavern tocando todas as músicas David Gilmour (Pink Floyd) e Ian Paice (Deep Purple).

## Faixas
1. "Blue Jean Bop" (Gene Vincent/Morris Levy) – 1:57
2. "She Said Yeah" (Larry Williams) – 2:07
3. "All Shook Up" (Otis Blackwell/Elvis Presley) – 2:06
4. "Run Devil Run" (Paul McCartney) – 2:36
5. "No Other Baby" (Bishop/Watson) – 4:18
6. "Lonesome Town" (Baker Knight) – 3:30
7. "Try Not To Cry" (Paul McCartney) – 2:41
8. "Movie Magg" (Carl Perkins) – 2:12
9. "Brown Eyed Handsome Man" (Chuck Berry) – 2:27
10. "What It Is" (Paul McCartney) – 2:23
11. "Coquette" (Green/Kahn/Lombardo) – 2:43
12. "I Got Stung" (Hill/Schroeder) – 2:40
13. "Honey Hush" (Joe Turner) – 2:36
14. "Shake a Hand" (Morris) – 3:52
15. "Party" (a.k.a. "Let's Have a Party") (Jessie Mae Robinson) – 2:38